# 1950 no desporto

## Automobilismo
- 13 de maio - A Federação Internacional de Automobilismo (FIA) organiza o primeiro Campeonato Mundial de Fórmula 1, que começa com o GP da Inglaterra, no circuito de Silverstone, e tendo como vencedor, o italiano Giuseppe Farina, com uma Alfa Romeo.[1]
- 3 de setembro - Giuseppe Farina vence o GP da Itália, Monza, e torna-se Campeão Mundial de Fórmula 1 na sua primeira edição.

## Futebol
- 19 de abril - Fundado o Cerâmica Atlético Clube de Gravataí.
- 16 de junho - Inauguração do estádio Jornalista Mário Filho, o Maracanã.
- 25 de junho - o Estádio Raimundo Sampaio mais conhecido como Independência, é fundado. Casa do América Mineiro.
- 24 de junho - Realização da IV Copa do Mundo de Futebol no Brasil.[2]
- 16 de julho - O Uruguai vence por 2 a 1 o Brasil e torna-se Bicampeão do Mundo.[3]
- 7 de dezembro - O Atlético Mineiro conquista o título de Campeão do Gelo em turnê pela Europa.

### Campeões de 1950
Mundo
- Copa do Mundo - Uruguai

Europa
- Espanha - Atlético de Madrid
- França - Bordeaux
- Inglaterra - Portsmouth
- Itália - Juventus
- Portugal - Benfica

América do Sul
- Argentina - Racing
- Uruguai - Nacional

Brasil (campeonatos regionais)
- Torneio Rio-SP - Corinthians
- Rio de Janeiro - Vasco
- São Paulo - Palmeiras

## Nascimentos
| Data            | Nome                  | Profissão                          | Nacionalidade            | Observações | Ref    |
| --------------- | --------------------- | ---------------------------------- | ------------------------ | ----------- | ------ |
| 8 de janeiro    | Rubén Ayala           | futebolista                        | Argentina                |             |        |
| 8 de janeiro    | Rey Misterio Sr       | wrestler                           | México                   | m. 2024     | [ 4 ]  |
| 15 de janeiro   | Marius Trésor         | futebolista                        | França                   |             |        |
| 16 de janeiro   | Bebeto de Freitas     | ex-jogador e treinador de voleibol | Brasil                   | m. 2018     | [ 5 ]  |
| 18 de janeiro   | Gilles Villeneuve     | piloto de Fórmula 1                | Canadá                   | m. 1982     | [ 6 ]  |
| 21 de janeiro   | Marion Becker         | atleta, lançadora de dardo         | Alemanha Ocidental       |             |        |
| 29 de janeiro   | Jody Scheckter        | piloto de Fórmula 1                | África do Sul            |             |        |
| 10 de fevereiro | Mark Spitz            | nadador                            | Estados Unidos           |             |        |
| 2 de março      | José Sylvio Fiolo     | nadador                            | Brasil                   |             |        |
| 12 de março     | Javier Clemente       | treinador de futebol               | Espanha                  |             |        |
| 18 de março     | Rodney Milburn        | atleta, barreirista                | Estados Unidos           | m. 1997     | [ 7 ]  |
| 21 de março     | Anders Linderoth      | futebolista                        | Suécia                   |             |        |
| 8 de abril      | Grzegorz Lato         | futebolista                        | Polônia                  |             |        |
| 20 de abril     | Humberto Coelho       | futebolista                        | Portugal                 |             |        |
| 9 de maio       | Angelika Buck         | patinadora artística               | Alemanha Ocidental       |             |        |
| 15 de maio      | Renate Stecher        | atleta, velocista                  | Alemanha Oriental        |             |        |
| 11 de junho     | Palhinha              | futebolista                        | Brasil                   | m. 2023     | [ 8 ]  |
| 18 de junho     | Annelie Ehrhardt      | atleta, barreirista                | Alemanha Oriental        | m. 2024     | [ 9 ]  |
| 5 de julho      | Carlos Caszely        | futebolista                        | Chile                    |             |        |
| 19 de julho     | Adriano Panatta       | tenista                            | Itália                   |             |        |
| 21 de julho     | Ubaldo Fillol         | futebolista                        | Argentina                |             |        |
| 29 de julho     | Maricica Puică        | atleta, meio-fundista              | Romênia                  |             |        |
| 3 de agosto     | Waldemar Cierpinski   | atleta, maratonista                | Alemanha Oriental        |             |        |
| 16 de agosto    | Hasely Crawford       | atleta, velocista                  | Trinidad e Tobago        |             |        |
| 6 de setembro   | Uwe Kagelmann         | patinador artístico                | Alemanha Oriental        |             |        |
| 11 de setembro  | Barry Sheene          | motociclista                       | Inglaterra               | m. 2003     | [ 10 ] |
| 25 de setembro  | Sebastião Lazaroni    | treinador de futebol               | Brasil                   |             |        |
| 3 de outubro    | Andrzej Szarmach      | futebolista                        | Polônia                  |             |        |
| 8 de outubro    | Miguel Ángel Brindisi | futebolista                        | Argentina                |             |        |
| 8 de outubro    | Zsuzsa Almássy        | patinadora artística               | Hungria                  |             |        |
| 14 de outubro   | Kurt Jara             | futebolista                        | Áustria                  |             |        |
| 14 de novembro  | Judy Schwomeyer       | patinador artístico                | Estados Unidos           |             |        |
| 15 de novembro  | Mac Wilkins           | atleta, lançador de disco          | Estados Unidos           |             |        |
| 21 de novembro  | Gennadi Karponossov   | patinador artístico e treinador    | União Soviética / Rússia |             |        |
| 3 de dezembro   | Alberto Juantorena    | atleta, velocista                  | Cuba                     |             |        |
| 6 de dezembro   | Guy Drut              | atleta, barreirista                | França                   |             |        |
| 23 de dezembro  | Vicente del Bosque    | jogador e treinador de futebol     | Espanha                  |             |        |
| 27 de dezembro  | Roberto Bettega       | futebolista                        | Itália                   |             |        |

## Mortes
| Data | Nome | Profissão | Nacionalidade | Observações | Ref |
| ---- | ---- | --------- | ------------- | ----------- | --- |